# Live (DVD Apocalyptiki)
Live – wydawnictwo DVD fińskiej grupy muzycznej Apocalyptica. Wydawnictwo ukazało się 30 lipca 2001 roku nakładem wytwórni muzycznej Island Records. Na albumie znalazł się zapis koncertu zespołu w składzie Eicca Toppinen, Max Lilja, Paavo Lötjönen oraz Perttu Kivilaakso, nagrany 24 października 2000 roku w Monachium. 30 maja 2003 roku płyta została wydana jako część boksu Collectors Box Set.

## Lista utworów
Opracowano na podstawie materiału źródłowego.
| Live Concert | Live Concert                | Live Concert                          | Live Concert |
| Nr           | Tytuł utworu                | Muzyka                                | Długość      |
| ------------ | --------------------------- | ------------------------------------- | ------------ |
| 1.           | „For Whom the Bell Tolls”   | Burton, Hetfield, Ulrich              | 6:00         |
| 2.           | „M.B.”                      | Toppinen                              | 2:07         |
| 3.           | „Creeping Death”            | Burton, Hetfield, Ulrich, Hammett     | 4:21         |
| 4.           | „Nothing Else Matters”      | Hetfield, Ulrich                      | 5:39         |
| 5.           | „Harmageddon”               | Toppinen                              | 5:46         |
| 6.           | „Fight Fire With Fire”      | Burton, Hetfield, Ulrich              | 3:13         |
| 7.           | „One”                       | Hetfield, Ulrich                      | 8:05         |
| 8.           | „Pray”                      | Toppinen                              | 4:25         |
| 9.           | „Struggle”                  | Toppinen                              | 4:16         |
| 10.          | „Romance”                   | Toppinen                              | 3:45         |
| 11.          | „Refuse/Resist”             | Kisser, Cavalera, Cavalera, Paulo Jr. | 4:27         |
| 12.          | „The Unforgiven”            | Hetfield, Ulrich, Hammett             | 5:50         |
| 13.          | „Inquisition Symphony”      | Kisser, Cavalera, Cavalera, Paulo Jr. | 5:31         |
| 14.          | „Master of Puppets”         | Burton, Hetfield, Ulrich, Hammett     | 9:07         |
| 15.          | „Path”                      | Toppinen                              | 2:38         |
| 16.          | „Enter Sandman”             | Hetfield, Ulrich, Hammett             | 4:53         |
| 17.          | „Hall Of The Mountain King” | Edvard Grieg                          | 7:16         |
|              |                             |                                       | 1:27:19      |

| Teledyski | Teledyski                     | Teledyski                       | Teledyski |
| Nr        | Tytuł utworu                  | Reżyseria                       | Długość   |
| --------- | ----------------------------- | ------------------------------- | --------- |
| 1.        | „Path”                        | Mira Thiel & Carsten Gutschmidt | 3:07      |
| 2.        | „Path Vol.2 ft. Sandra Nasić” | Kai Sehr                        | 3:25      |
| 3.        | „Harmageddon”                 | Kare Hellen                     | 3:59      |
| 4.        | „Nothing Else Matters”        | Pasi Pauni                      | 3:29      |
| 5.        | „Enter Sandman”               | Kare Hellen                     | 3:37      |
| 6.        | „The Unforgiven”              | Kare Hellen                     | 4:04      |
|           |                               |                                 | 21:41     |

| Live bonus | Live bonus           | Live bonus |
| Nr         | Tytuł utworu         | Długość    |
| ---------- | -------------------- | ---------- |
| 1.         | „Little Drummer Boy” | 5:00       |
|            |                      | 5:00       |